# François Colimon
François Colimon, auch Frantz Colimon, SMM (* 10. Juli 1934 in Les Gonaïves; † 4. November 2022 in Port-au-Prince) war ein haitianischer Ordensgeistlicher und römisch-katholischer Bischof von Port-de-Paix.

## Leben
Frantz Colimon besuchte die Schule der Frères de l’Instruction Chrétienne in seiner Heimatstadt, ab 1950 das Petit Séminaire Collège Saint-Martial der Spiritaner in Port-au-Prince. 1955 trat er der Ordensgemeinschaft der Montfortaner bei, absolvierte das Noviziat in Chézelles (Frankreich) und legte 1956 die Ordensgelübde ab. Nach seinen philosophischen und theologischen Studien in Montfort-sur-Meu (Frankreich) empfing er am 11. Februar 1962 in Montfort-sur-Meu die Priesterweihe. Danach war er Lehrer am Collège Notre-Dame-de-Lourdes in Port-de-Paix und ab 1964 Novizenmeister seiner Kongregation, zunächst in Lavaud bei Saint-Louis-du-Nord, dann in Furcy bei Kenscoff. Von 1967 bis 1968 studierte er am Institut Catholique de Paris und erwarb das Lizenziat der Theologie. Von 1968 bis 1970 studierte er am Päpstlichen Bibelinstitut in Rom und erwarb das Lizenziat der Bibelwissenschaft. Nach seiner Rückkehr aus Rom wurde er erneut zum Novizenmeister seiner Kongregation bestellt, ab 1976 lehrte er Altes Testament und Neues Testament am Priesterseminar Notre Dame de Turgeau in Port-au-Prince und war Exerzitienmeister. Neben seinem Dienst als Seelsorger und Theologieprofessor dichtete er zahlreiche geistliche Lieder in Kreyòl und übersetzte das Neue Testament in seine Muttersprache.
Papst Johannes Paul I. ernannte Frantz Colimon am 18. September 1978 zum Koadjutorbischof von Port-de-Paix. Der Apostolische Nuntius in Haiti, Luigi Conti, spendete ihm am 8. Dezember desselben Jahres die Bischofsweihe; Mitkonsekratoren waren François-Wolff Ligondé, Erzbischof von Port-au-Prince, François Gayot SMM, Bischof von Cap-Haïtien, Jean-Jacques Claudius Angénor, Bischof von Les Cayes, Emmanuel Constant, Bischof von Les Gonaïves, und Willy Romélus, Bischof von Jérémie.
Nach dem Rücktritt Rémy Augustins SMM folgte Frantz Colimon ihm am 22. Februar 1982 als Bischof von Port-de-Paix nach.
Von seinem Amt trat er am 1. März 2008 zurück. Frantz Colimon starb im Alter von 88 Jahren am 4. November 2022 im Hôpital Saint-François de Sales in Port-au-Prince.

## Schriften
- M-ap chanté louwanj Granmèt la. Port-au-Prince 1968 (Übersetzung des Buchtitels: Lasst uns dem Herrn lobsingen).
- N-ap Réglé tout bagay an chantan. Liv som, chanté, lapriyé kréyol. Port-au-Prince 1972 und 21 weitere Auflagen (Übersetzung des Buchtitels: Alles vollbringen wir im Gesang. Kreolische Psalmen, Lieder und Gebete).
- Nouvo Téstaman ak Sòm. Henri Deschamps, Port-au-Prince 1974 (Übersetzung des Buchtitels: Neues Testament und Psalmen).
- Liv Lapriyè Légliz la. Louanj matin ak Vèp ansanm avèk Konpli. Port-au-Prince 1976 (Stundenbuch: Laudes, Vesper und Komplet)
- Misèl Romin. Commission Épiscopale Nationale de Liturgie, Port-au-Prince (Übersetzung des Missale Romanum).
  - Bd. 1: 1985.
  - Bd. 2: 1987.
- Flanbo. Chanté Monséyè Frantz Colimon s.m.m. ak Joseph Augustin Kominoté Sint-Mari té rasanblé pou fè tout péyi Dayiti chanté gloua pou Bondié, 3. Aufl. 1987–2002.
- Inculturation de l’Évangile. In: Moun. Revue de philosophie, Jg. 15 (2012), S. 129–139.